# Salvatore Crispino
Salvatore Crispino (fl. XX secolo) è stato un dirigente sportivo italiano.
Nonostante l'abbandono degli studi per problemi familiari, grazie alle sue doti di abilità e di astuzia, divenne uno dei maggiori talent-scout dell'epoca. Lavorò per molti anni per il Savoia di Torre Annunziata, nel periodo d'oro della società biancoscudata, agli albori degli anni venti.

Fu lo scopritore di Giulio Bobbio, che per conto del Savoia lo acquistò dal Novara nel 1921. Lavorò per dirigenti quali Raffaele Di Giorgio e Teodoro Voiello.